# Gornji Draganec
Gornji Draganec je prigradsko naselje Čazme. Smješteno je na glavnoj cesti koja povezuje Zagreb, Ivanić-Grad, Čazmu i Bjelovar.
U Dragancu se nalazi crkva Pohoda Blažene Djevice Marije. U Dragancu djeluje nogometni klub NK Draganec koji se natječe u drugoj Županijskoj nogometnoj ligi. Također, u naselju djeluje Dobrovoljno vatrogasno društvo Gornji Draganec. U naselju se nalazi društveni dom u kojem se odvijaju natjecanja i škola stolnog tenisa Čazma. 

## Stanovništvo
- 1971. – 352 (Hrvati – 345, Srbi – 3, ostali – 4)
- 1981. – 357 (Hrvati – 341, Jugoslaveni – 7, Srbi – 2, ostali – 7)
- 1991. – 355 (Hrvati – 344, Jugoslaveni – 5, Srbi – 2, ostali – 4)
- 2001. – 393 (Hrvati)
- 2011. – 352[4]

| broj stanovnika | 84    |       |       | 97    | 138   | 183   | 216   | 253   | 344   | 372   | 358   | 352   | 357   | 355   | 393   | 352   | 318   |
|                 | 1857. | 1869. | 1880. | 1890. | 1900. | 1910. | 1921. | 1931. | 1948. | 1953. | 1961. | 1971. | 1981. | 1991. | 2001. | 2011. | 2021. |